# جام قهرمانان کونکاکاف ۱۹۹۰
جام قهرمانان کونکاکاف ۱۹۹۰ بیست و ششمین دوره مسابقات بین‌المللی فوتبال باشگاهی سالانه جام قهرمانان کونکاکاف بود که در منطقه کونکاکاف (آمریکای شمالی، آمریکای مرکزی و دریای کارائیب) برگزار شد. مسابقات از ۳۱ مارس ۱۹۹۰ تا ۱۲ مارس ۱۹۹۱ انجام شد.
تیم‌ها به ۳ منطقه (آمریکای شمالی، مرکزی و کارائیب) تقسیم شدند، که هر کدام تیم برنده را برای شرکت در مسابقات نهایی فرستادند، جایی که برندگان منطقه شمالی و مرکزی یک بازی نیمه نهایی انجام دادند تا مشخص شود چه تیمی در فینال با برنده کارائیب بازی می‌کند.
باشگاه مکزیکی آمریکا با شکست ۸–۲ تیم کوبایی پینار دل ریو در مجموع، برای سومین بار عنوان قهرمانی این مسابقات را بدست آورد.

## منطقه آمریکای شمالی

### مرحله اول
| سن پترزبورگ کیکرز | ۲–۰ | گریک امریکان |
| ----------------- | --- | ------------ |
|                   |     |              |

| گریک امریکان | ۱–۰ | سن پترزبورگ کیکرز |
| ------------ | --- | ----------------- |
|              |     |                   |

### مرحله دوم
| سن پترزبورگ کیکرز | ۰–۱ | آمریکا         |
| ----------------- | --- | -------------- |
|                   |     | ۳۵' دوس سانتوس |

## منطقه آمریکای مرکزی

### مرحله اول
| تیم ۱            | نتیجه نهایی | تیم ۲     | بازی رفت | بازی برگشت |
| ---------------- | ----------- | --------- | -------- | ---------- |
| سوئیچتپکز        | ۳ - ۱       | سن خواکین | ۲ - ۱    | ۱ - ۰      |
| مونیسیپال        | ۵ - ۰       | دورلیز    | ۲ - ۰    | ۳ - ۰      |
| لوئیس آنخل فیرپو | ۴ - ۱       | تائورو    | ۱ - ۱    | ۳ - ۰      |
| لا پریویسورا     | ۱ - ۱۲      | آلیانسا   | ۱ - ۱۰   | ۰ - ۲      |
| رئال اسپانیا     | ۷ - ۱       | دیریانگن  | ۵ - ۱    | ۲ - ۰*     |
| یوونتوس          | ۰ - ۴*      | المپیا    | w/o      | w/o        |

- دیریانگن انصراف داد.
- یوونتوس انصراف داد.

### مرحله دوم
| تیم ۱        | نتیجه نهایی | تیم ۲            | بازی رفت | بازی برگشت |
| ------------ | ----------- | ---------------- | -------- | ---------- |
| آلیانسا      | ۰ - ۱       | لوئیس آنخل فیرپو | ۰ - ۰    | ۰ - ۱      |
| رئال اسپانیا | ۳ - ۱       | مونیسیپال        | ۲ - ۱    | ۱ - ۰      |
| المپیا       | ۴ - ۲       | سوئیچتپکز        | ۲ - ۲    | ۲ - ۰      |

### مرحله سوم
| رتبه | تیم              | بازی | برد | مساوی | باخت | گل زده | گل خورده | گل تفاضل | امتیاز | صلاحیت               |
| ---- | ---------------- | ---- | --- | ----- | ---- | ------ | -------- | -------- | ------ | -------------------- |
| ۱    | المپیا           | ۴    | ۲   | ۱     | ۱    | ۴      | ۵        | ۱−       | ۵      | مرحله نهایی کونکاکاف |
| ۲    | لوئیس آنخل فیرپو | ۴    | ۱   | ۲     | ۱    | ۵      | ۳        | ۲+       | ۴      |                      |
| ۳    | رئال اسپانیا     | ۴    | ۱   | ۱     | ۲    | ۵      | ۶        | ۱−       | ۳      |                      |

| تیم ۱            | نتیجه | تیم ۲            |
| ---------------- | ----- | ---------------- |
| لوئیس آنخل فیرپو | ۳ - ۰ | رئال اسپانیا     |
| رئال اسپانیا     | ۱ - ۱ | لوئیس آنخل فیرپو |
| المپیا           | ۱ - ۱ | لوئیس آنخل فیرپو |
| لوئیس آنخل فیرپو | ۰ - ۱ | المپیا           |
| رئال اسپانیا     | ۴ - ۱ | المپیا           |
| المپیا           | ۱ - ۰ | رئال اسپانیا     |

## منطقه کارائیب

### مرحله مقدماتی
| تیم ۱ | نتیجه نهایی | تیم ۲      | بازی رفت | بازی برگشت |
| ----- | ----------- | ---------- | -------- | ---------- |
| زنیت  | ۳ - ۱       | لا گالوایز | ۱ - ۱    | ۲ - ۰      |

### مرحله اول
| تیم ۱        | نتیجه نهایی | تیم ۲           | بازی رفت | بازی برگشت |
| ------------ | ----------- | --------------- | -------- | ---------- |
| پینار دل ریو | ۴ - ۱       | دپورتیوو سنترال | ۳ - ۱    | ۱ - ۰      |
| سبا یونایتد  | ۰ - ۳       | فیکا            | ۰ - ۲    | ۰ - ۱      |
| آندیبا       | ۲ - ۳       | سیتوک           | ۲ - ۱    | ۰ - ۲      |
| اکسلسیور     | w/o*        | ریویر-پیلوت     |          |            |
| رابین‌هود     | ۱ - ۲       | ترانسوال        | ۰ - ۰    | ۱ - ۲      |
| پارادایس     | ۳ - ۱       | زنیت            | ۲ - ۰    | ۱ - ۱      |

### مرحله دوم
| تیم ۱    | نتیجه نهایی | تیم ۲        | بازی رفت | بازی برگشت |
| -------- | ----------- | ------------ | -------- | ---------- |
| فیکا     | ۱ - ۴       | پینار دل ریو | ۱ - ۱    | ۰ - ۳      |
| پارادایس | ۰ - ۲       | ترانسوال     | ۰ - ۲    |            |
| سیتوک    | ۱ - ۶       | اکسلسیور     | ۰ - ۴    | ۱ - ۲      |

- نتایج مراحل بعدی نامشخص است اما اکسلسیور و ترانسوال ظاهرا شکست خوردند و پینار دل ریو به فینال راه یافت.

## نیمه نهایی
| تیم ۱        | نتیجه نهایی | تیم ۲  | بازی رفت | بازی برگشت |
| ------------ | ----------- | ------ | -------- | ---------- |
| آمریکا       | ۴–۲         | المپیا | ۳–۰      | ۱–۲        |
| پینار دل ریو | استراحت     |        |          |            |

## فینال
| پینار دل ریو             | ۲–۲ | آمریکا                   |
| ------------------------ | --- | ------------------------ |
| آلونسو ۲۰' · هرناندز ۴۳' |     | هوئرتا ۲۵' · تونینیو ۳۱' |

| آمریکا                                                       | ۶–۰    | پینار دل ریو |
| ------------------------------------------------------------ | ------ | ------------ |
| تونینیو ۳'، ۹'، ۸۴' · آلوس ۶۸'، ۸۰' · هرناندز ۸۵' (گل‌به‌خودی) | Report |              |